# 奥尔登比特尔
奥尔登比特尔是德国石勒苏益格－荷尔斯泰因州的一个市镇。总面积7.97平方公里，总人口286人，其中男性157人，女性129人（2011年12月31日），人口密度36人/平方公里。